# Reclamación de la isla Alto Velo
La reclamación de la isla Alto Velo (en inglés, Alto Velo claim), también conocida como el caso Alto Velo (en inglés, Alto Velo affair), fue un reclamo territorial contra el gobierno de la República Dominicana por aventureros provenientes de los Estados Unidos expulsados de la isla Alto Velo por funcionarios dominicanos en octubre de 1860. En total, tres compañías reclamaron la protección de los Estados Unidos de su derecho a minar guano de la isla bajo la Ley de Islas Guaneras de 1856, pero el Departamento de Estado de los Estados Unidos nunca reconoció el control de los Estados Unidos sobre la isla. 

## Reclamación en disputa

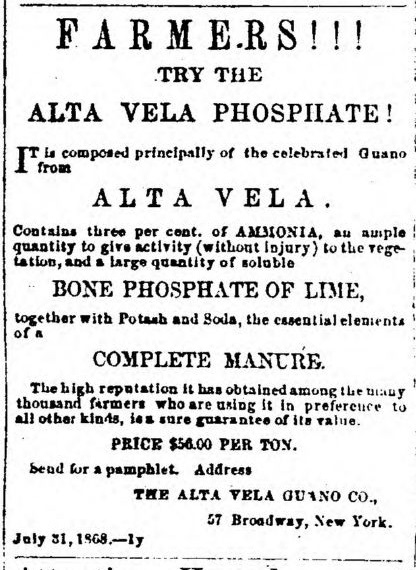
Un anuncio en un periódico en inglés de 1868 para el fertilizante fosfatado Alta Vela.

El reclamo inicial en la isla, ubicada a unas 15 millas náuticas (28 km) al sur de La Española, fue establecido el 19 de marzo de 1860 por el Capitán R. Daubley del bergantín Delta, quien desembarcó en la isla, cargó el barco con guano, y partió después de observar unas 15 000 toneladas cortas (14 000 t) de depósitos de guano. Un análisis químico del guano recuperado encontró que consistía en un 29,16 por ciento de ácido fosfórico y un 70,84 por ciento de fosfato óseo de cal.
En virtud de la Ley de Islas Guaneras de 1856, W. T. Kendall presentó una reclamación sobre la isla ante el Departamento de Estado de los Estados Unidos. A mediados de mayo de 1860. Casi al mismo tiempo, la empresa Patterson & Murguiondo, con sede en Baltimore, presentó una segunda reclamación sobre la isla, basado en una visita a la isla del Capitán S. R. Kimball de la goleta Boston el 23 de febrero de 1860. El Departamento de Estado informó que la isla, según su nombre, pudo haber sido previamente descubierta por España y, por lo tanto, bajo el control de la República Dominicana.
Representantes de Patterson & Murguiondo afirmaron trabajar los depósitos de guano desde marzo de 1860 hasta el 24 de octubre de 1860, momento en el que el buque de guerra dominicano Mercedes arribó a la isla al mando de Francisco Nio. Los dominicanos desembarcaron con un cuerpo de artillería liderado por el general Juan Evertsz para afirmar el control dominicano sobre la isla, ordenando a los extranjeros partir dentro de las 24 horas siguientes. Sin un barco para sacarlos, doce trabajadores fueron hechos prisioneros y llevados a la capital, Santo Domingo. Los dominicanos también demolieron los edificios de la empresa en la isla propiamente dicha. Una investigación estadounidense del incidente determinó que Alto Velo cayó en un área entonces disputada entre la República Dominicana y Haití, y que ningún país había establecido un claro reclamo o historial de ocupación.
Debido a que la Guerra de Secesión de los Estados Unidos y la infructuosa reocupación española de la República Dominicana ocurrieron simultáneamente, el trabajo en las Reclamación de Alto Velo se suspendió de 1861 a 1865, y se reanudó después de que los Estados Unidos y la República Dominicana establecieran relaciones políticas formales en 1865. En febrero de 1866, Henry Root, de Thomas R. Webster & Co. de Nueva York, presentó una tercera reclamación en la isla.
En 1867, luego de un examen de los reclamos en competencia, un estudio de la región y una revisión de las menciones históricas de la isla en mapas y registros desde 1494, el Departamento de Estado nuevamente informó que Alto Velo era una isla dominicana y se negó a respaldar cualquiera de los reclamaciones de la Ley de las Islas Guaneras.

## Resolución final
Durante todo el proceso de reclamaciones, el ex-fiscal general de los Estados Unidos Jeremiah S. Black fue el abogado que representó a Patterson & Murguiondo. En 1867, una declaración final del Secretario de Estado William H. Seward desaconsejó el uso de la fuerza militar estadounidense para hacer cumplir las reclamaciones sobre Alto Velo. En la declaración, Seward citó una opinión de 1859 de Black que rechazaba una reclamación de la Ley de Islas Guaneras sobre Cayo Verde (Green Cay) en las Bahamas.
En un esfuerzo final para hacer cumplir el reclamo de su cliente, Black le pidió al presidente de los Estados Unidos Andrew Johnson que ordenara a Seward que aprobara el reclamo. En ese momento, Black era abogado defensor en el proceso de destitución de Johnson y cuando Johnson se negó, Black renunció al equipo de defensa. Sin embargo, se discute si la renuncia se debió a la negativa de Johnson a respaldar el reclamo de Alto Velo o su impopularidad entre los reformadores del Congreso (la cual sería una responsabilidad para el equipo de defensa).
Después de que Seward se negó a hacer cumplir cualquiera de los reclamos anteriores sobre Alto Velo, Root y sus socios formaron Alta Vela Guano Company para extraer guano en virtud de una concesión de la República Dominicana. En marzo de 1871, la compañía buscó el apoyo de Estados Unidos para su reclamo sobre la isla cuando el gobierno dominicano la desalojó a favor de un concesionario británico. Nuevamente, Estados Unidos se negó a intervenir, considerando que la isla estaba bajo control dominicano. Posteriormente, en junio de 1873, el Departamento de Estado afirmó a las autoridades haitianas que Estados Unidos consideraba a Alto Velo parte de la República Dominicana.
Un informe del Departamento de Estado de los Estados Unidos de 1932 sobre el estado de las reclamaciones de la Ley de la isla de Guano incluyó a Alto Velo entre las islas «sobre las que Estados Unidos no tiene ningún derecho».